# Gregorio Ricci-Curbastro
Gregorio Ricci-Curbastro (Lugo, Italia, 1853 - Bolonia, Italia, 1925) fue un matemático y profesor italiano. Es famoso por descubrir el cálculo tensorial, pero también realizó trabajos importantes en muchos otros campos, incluido un libro sobre álgebra superior y análisis infinitesimal, y artículos sobre la teoría de los números reales, área en la que amplió la investigación iniciada por Richard Dedekind.
Su publicación más destacada, El cálculo diferencial absoluto, fue publicada bajo el nombre de Ricci y como coautor su discípulo Tullio Levi-Civita. Esto parece ser la única vez que Ricci-Curbastro utilizó la forma acortada de su nombre en una publicación, y continúa causando confusión.
También participó activamente en la vida política, tanto en su ciudad natal como en Padua, y contribuyó con sus proyectos al drenaje del terreno de la zona de Rávena y al acueducto de Lugo.

## Primeros años y educación
Completando sus estudios secundarios de forma privada con solo 16 años, se matriculó en el curso de filosofía y matemáticas de la Universidad de Roma (1869). Al año siguiente desaparecieron como entidad independiente los Estados Pontificios, de forma que la inseguridad que se vivía en Roma hizo que su padre lo llevara de nuevo a vivir a su ciudad natal, Lugo di Romagna. Posteriormente asistió a cursos en la Universidad de Bolonia durante el curso 1872-1873, y a continuación continuó su formación en la Escuela Normal Superior de Pisa.
En 1875 se licenció en Pisa en ciencias físicas y matemáticas con una tesis sobre ecuaciones diferenciales, titulada "Sobre la investigación de Fuches acerca de las ecuaciones diferenciales lineales". Durante sus diversos viajes fue estudiante de los matemáticos Enrico Betti, Eugenio Beltrami, Ulisse Dini y Felix Klein.

## Estudios sobre cálculo diferencial absoluto
En 1877 Ricci-Curbastro obtuvo una beca en la Universidad Técnica de Múnich de Baviera y posteriormente trabajó como asistente de
Ulisse Dini, su maestro. En 1880 se convirtió en profesor de matemáticas en la Universidad de Padua, donde se ocupó de la geometría de Riemann y de las formas cuadráticas diferenciales.
Formó un grupo de investigación en el que trabajó Tullio Levi-Civita, con quien escribió el tratado fundamental sobre cálculo diferencial absoluto (también conocido como cálculo de Ricci) con coordenadas o cálculo tensorial en variedades de Riemann, que se convertiría en la lengua franca de la posterior teoría de la relatividad general de Albert Einstein. De hecho, el cálculo diferencial absoluto tuvo un papel crucial en el desarrollo de la teoría, como se muestra en una carta escrita por Albert Einstein al sobrino de Ricci-Curbastro. En este contexto Ricci-Curbastro identificó el llamado tensor de Ricci, que tendría un papel crucial dentro de esa teoría.

### Influencias
La llegada del cálculo tensorial al campo de la dinámica se remonta a Joseph-Louis Lagrange, quien inició el tratamiento general de los sistemas dinámicos, y a Bernhard Riemann, quien fue el primero en pensar en la geometría en un número arbitrario de dimensiones. También fue influido por los trabajos de Christoffel y de Lipschitz sobre las formas cuadráticas. De hecho, fue esencialmente la idea de Christoffel de la derivada covariante la que permitió a Ricci-Curbastro lograr el mayor progreso.

## Publicaciones

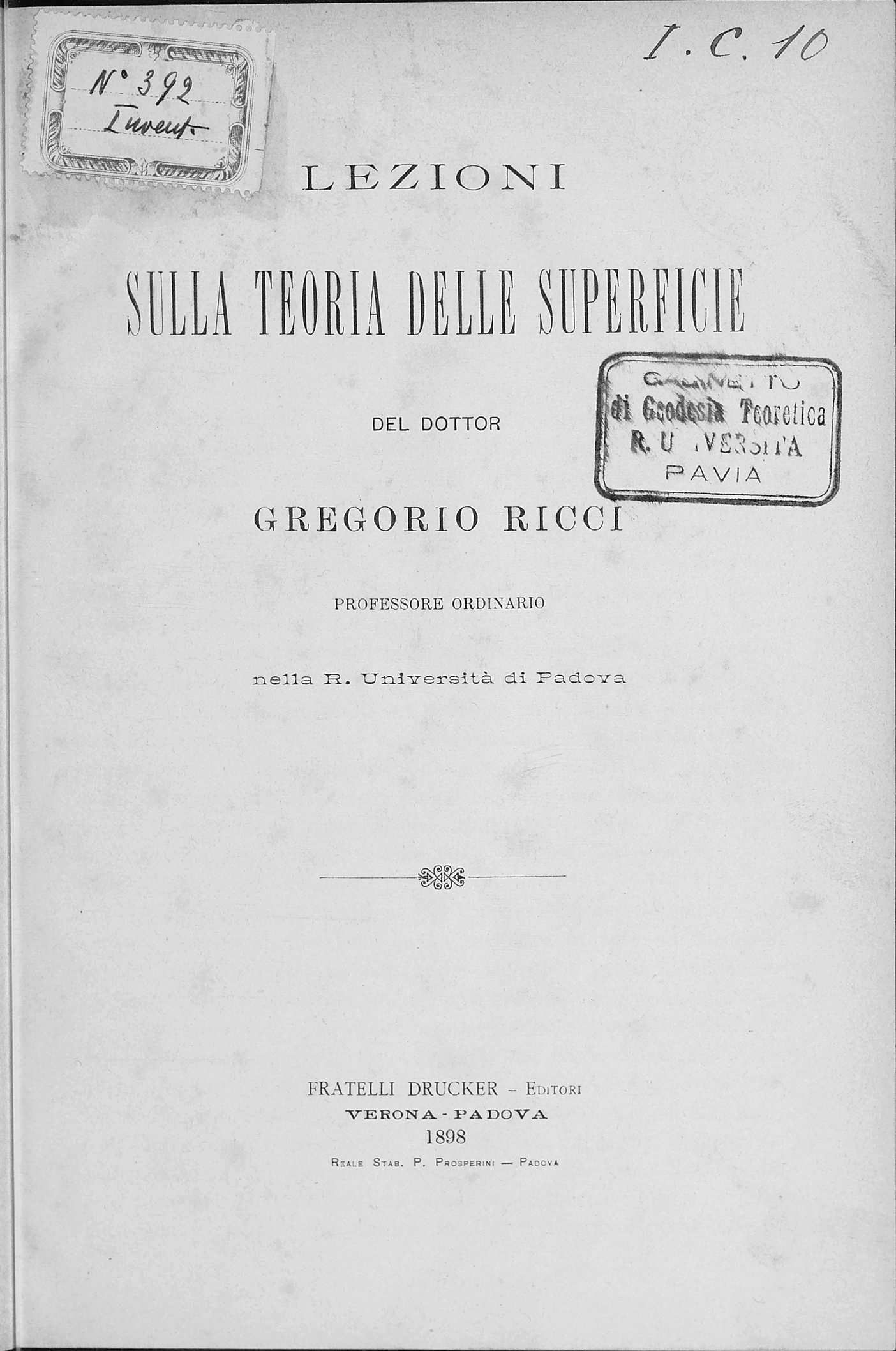
Lezioni sulla teoria delle superficie, 1898

- Ricci-Curbastro, Gregorio (1898), Lezioni sulla teoria delle superficie (en italiano), Verona: Drucker.[10]
- Lezioni sulla teoria delle superficie (en italiano). Verona: Fratelli Drucker. 1898.

## Reconocimientos
Ricci-Curbastro recibió muchos honores por sus contribuciones, siendo distinguido con menciones en diversas Academias, entre las que se encuentran:
- El Instituto Véneto de Ciencias - Istituto veneto di scienze - cartas y artículos (de 1892), del que fue entonces presidente de 1916 a 1919.
- La Academia dei Lincei - de la que fue miembro desde 1899.
- La Academia de Padua - Accademia di Padova - desde 1905.
- La Academia de Ciencias de Turín - Accademia delle Scienze di Torino - desde 1918.
- La Academia Galilea de Ciencias - Accademia Galileiana di Scienze, Lettere ed Arti - cartas y artículos, de la que fue entonces presidente de 1920 a 1922.
- La Academia de Ciencias del Instituto de Bolonia - Reale Accademia di Bolonia - de 1922.
- La Pontificia Academia de las Ciencias - Accademia Pontificia delle Scienze - de 1925.

## Eponimia
- Curvatura de Ricci
- Flujo de Ricci
- Tensor de Ricci
- Cálculo de Ricci
- El asteroide (13642) Ricci lleva este nombre en su memoria.[11]